# Cantonalismo
El cantonalismo fue un movimiento surgido durante la Primera República Española (1873-1874) que aspiraba a dividir el Estado en cantones casi independientes.[cita requerida]
Partidario de un federalismo de carácter radical, su objetivo era establecer una serie de ciudades o confederaciones de ciudades (cantones) independientes que se federarían libremente.
El cantonalismo fue eminentemente un fenómeno de la pequeña burguesía, que además tuvo una gran influencia sobre el naciente movimiento obrero y constituyó un precedente para el anarquismo en España.

## España
En España ha habido dos momentos en los que se podría hablar de «fenómeno cantonalista». 

### Primer episodio

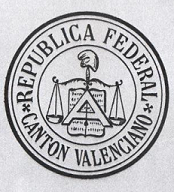
Escudo del Cantón Valenciano de 1873.

La insurrección conocida como Rebelión cantonal tuvo lugar durante la Primera República Española entre julio de 1873 y enero de 1874. Fue protagonizada por los republicanos federales «intransigentes», que querían instaurar inmediatamente la república federal de abajo arriba, sin esperar a que las Cortes Constituyentes elaboraran y aprobaran la nueva Constitución Federal, tal y como defendía el presidente del Poder Ejecutivo de la República, el también republicano federal Francisco Pi y Margall, apoyado por los sectores «centrista» y «moderado» del Partido Republicano Federal, que tenían la mayoría en la Cámara.
El 1 de julio de 1873, los diputados federales intransigentes se retiraron de las Cortes y constituyeron en Madrid un Comité de Salud Pública que llamó a la insurrección. Esta se inició el 12 de julio de 1873 en Cartagena —aunque tres días antes había estallado la revolución del petróleo de Alcoy, por iniciativa de la sección española de la Asociación Internacional de Trabajadores (AIT)—, extendiéndose en los días siguientes por las regiones de Valencia, Murcia y Andalucía. En estas zonas se formaron cantones, lo que da el nombre a la rebelión, cuya federación de abajo arriba constituiría la Federación Española (en cuyo nombre se produjo la rebelión, por lo que la acusación[¿por quién?] de que fue una revuelta «separatista» no tiene ningún fundamento).[cita requerida]
La teoría política en que se basó el movimiento cantonal fue el federalismo pactista o sinalagmático de Francisco Pi y Margall, contra cuyo Gobierno se alzaron, paradójicamente, los republicanos federales intransigentes. Al fracasar la política de Pi y Margall de combinar la persuasión con la represión para poner fin a la insurrección, el Gobierno que le sustituyó, presidido por el moderado Nicolás Salmerón, no dudó en emplear al Ejército, dirigido por los generales Arsenio Martínez Campos y Manuel Pavía, para aplastar la rebelión. Esta política la acentuaría el siguiente Gobierno del también moderado Emilio Castelar, que, tras suspender las sesiones de las Cortes, prosiguió el asedio del Cantón de Cartagena el último reducto de la rebelión. Finalmente, cayó el 12 de enero de 1874, tras el triunfo el 3 de enero del golpe de Estado de Pavía que puso fin a la República Federal Española.
El movimiento cantonal también alcanzó a algunas localidades de las provincias de Salamanca y Ávila, donde se llegaron a proclamar cantones —estados independientes voluntariamente federados en la Federación Española—, destacando también, en Extremadura, el intento de constituir cantones en Coria, Hervás y Plasencia.

### Segundo episodio
En cuanto al segundo episodio, es difícil adscribirlo a esta denominación, ya que no tuvo esa finalidad (frente al anterior). Se produjo durante la guerra civil de 1936-1939, en la zona republicana, como consecuencia del estallido de la llamada «Revolución española de 1936», cuando durante meses se establecieron decenas de comités y consejos municipales y comarcales (excepcionalmente existirán algunos de mayor ámbito) autónomos del poder del Estado, llegando a acuñar algunos sus propios billetes.
Un caso extremo fue el de Asturias y el norte de León. Cuando estaban totalmente aislados del resto de la zona que permanecía fiel a la República y a punto de ser ocupados por el ejército del bando sublevado, que acababa de tomar Santander, constituyeron a finales de agosto de 1937 —a la desesperada— el Consejo Soberano de Asturias y León, decisión que comunicaron a la Sociedad de Naciones. El Consejo tuvo muy pocas semanas de vida: en octubre, las tropas franquistas tomaron Gijón, el último reducto de la resistencia republicana asturiano-leonesa, poniendo así fin a la Campaña del Norte.